# ブロッケンブラッド
『ブロッケンブラッド』 (BROCKEN BLOOD) は、塩野干支郎次による日本の漫画。主人公のドイツ系三世の少年が、魔女っ子ヒロインに変身して悪の錬金術師と戦う、“魔女っ子・錬金・バトル・女装・アイドル・コメディ”。

## 概要
『ブロッケンブラッド』シリーズは、当初読み切り作品として掲載され、後に掲載誌を移籍しながら断続的に連載されシリーズ化された作品である。掲載誌は、少年画報社の青年漫画雑誌『ヤングキングアワーズ』を皮切りに、同社のヤングキング系列の漫画雑誌を変遷している。コメディ漫画かつ、読み切り作品からスタートしたこともあってか、基本的に一話完結の形式をとり『II』からはシリーズ化が明確にされており、単行本は各シリーズそれぞれ全1巻という扱いになっている。
1. ブロッケンブラッド（無印） - 読み切り作品として第1話「誕生編」が『ヤングキングアワーズ』2004年2月号に掲載。続いて『ヤングキング別冊キングダム』2004年6号に第2話「メイド喫茶編」が掲載。前回から2年近い期間を経て、『ヤングキング』にて2006年3号から連載を開始し、同7号まで掲載（第3話 - 第7話）。単行本収録の第0話「占い師編」（2色カラー・8ページ）は、『ヤングキング』における連載開始時に、初回となる第3話「女子中学校編」と共に掲載された。なお、以上までの「話数」は単行本収録時の表記に準じ、各エピソードの「〜編」は単行本巻末の作者あとがきによる作品解説に準拠している。
2. ブロッケンブラッドII - 2007年に『ヤングキング』（同年3号 - 15号）にて月一連載（掲載誌が隔週刊のため一号おきに掲載）。
3. ブロッケンブラッドIII - 2008年に『ヤングキング』（同年3号 - 14号）にて月一連載。第0話（3号にて第1話と同時掲載）を加え全8話。単行本では3ページのおまけ漫画を収録。
4. ブロッケンブラッドIV - 2009年に『ヤングキング』にて同年4号から月一連載を開始し、同年10号まで掲載（第1話 - 第4話）。『ヤングキングアワーズ』に移籍して、同年8月号から10月号まで連載（第5話 - 第7話）。単行本では1ページのおまけ漫画（同時収録の『ブルームド イン アクション (BLOOMED IN ACTION)』のエピソード）を収録。
5. ブロッケンブラッドV - 2009年から2010年にかけて『ヤングキングアワーズ』にて連載。全6話。単行本ではカラー4ページの『V』特別編（『チェンジH』blue掲載作品[1]）を第0話として加え全7話。単行本では5ページのおまけ漫画を収録。
6. ブロッケンブラッドVI - 2010年に『ヤングキングアワーズ』にて連載。全6話。
7. ブロッケンブラッドVII - 2010年から2011年にかけて『ヤングキングアワーズ』にて連載。全6話。
8. ブロッケンブラッドVIII - 2011年に『ヤングキングアワーズ』にて同年6月号から連載を開始し、同年7月号まで掲載（第1話 - 第2話）。『月刊ヤングキング』に移籍して、同年9月号から12月号まで連載（第3話 - 第6話）。
9. ブロッケンブラッドIX - 2012年に『月刊ヤングキング』にて連載。全6話。

## あらすじ
17世紀ドイツの錬金術師「ヨーハン・シュルツ」は、独自の科学理論で霊的エネルギーと物理現象を相互に変換する能力によって「魔女」を創ることに成功した。そして、その能力を自分の血液に与え子孫に残した。月日は流れ現代、子孫である守流津健一は従姉である四方田礼奈の策略によって男にもかかわらず「変身魔女っ子ヒロイン」にされ、「ブロッケンの血族」として先祖が残した人工魔女理論を悪用する錬金術師を狩るために戦い続ける。

## 登場人物

### 主な登場人物
守流津 健一（しゅるつ けんいち）
主人公。ドイツ系三世の少年。高校1年生の男子で15歳。ブロッケンの血族の本家の末裔であったことから、従姉の礼奈によって男なのに「変身魔女っ子ヒロイン」にされ、人工魔女理論を悪用する錬金術師たちを狩ることになる。戦う時は変身リボンを使い魔女っ子に変身するが、魔法は使わずショッキングピンクの魔法ステッキでブチ切れしつつ殴りつけて敵を薙ぎ払っている。潜入捜査では本人の意思とは無関係に様々な女装コスプレをさせられ、ある時は現役女子中学生アイドル「ノイシュヴァンシュタイン桜子」、またある時は謎の美少女「クリスチーネ幸田」と偽名を使い分けて活動している。美人に弱い上に気が多く出会う女の子に大抵惚れているが、相手が実は自分と同じ「男の娘」（女装青年や女装少年）だったということが度重なっており、正真正銘の女性である京香以外は距離を置いている。
ドイツ系三世として金髪・碧眼とかなり目立つ容姿を持ちながらも、時代考証のしっかりしたノンフィクション作品など地味で堅実な物を好む渋い趣味の持ち主。学校では吹奏楽部に在籍しトロンボーンを担当している。
ノイシュヴァンシュタイン桜子
芸能界で潜入捜査するために健一が嫌々演じるハーフの現役女子中学生新人アイドルで、デビュー当時から圧倒的な人気を誇り国民的アイドルにまで上り詰める。女優としても活躍するが、中学生のアイドルの割に妙に露出の多いシーンをドラマ等で演じることになるのは、「表向きは15歳だが本当は短大卒の23歳」という裏設定のため。一時期、ニセのスキャンダルで人気が失墜しドサ回りをするまでになる。その最中、警視庁をバックに据えたアイドルグループ「KGB48」（カーゲーベーフォーティーエイト、警視庁ガールズバタリオン）に加わることになり更にはその中から3人によるアイドルユニット「カッシュマッシュ(KASHMASH)」としてデビューしその人気は更に加熱するが、実はこの3人が全員男であることは知られていない。その後、捏造スキャンダルは偽者の仕業という事実が全国放送で広められたため人気を取り戻す。
ホーエンツォレルン楓
スキャンダル騒動による桜子の低迷期間、スクープ報道の真実を探るまでの間、健一が演じる羽目になったもう1つの姿。美少女気象予報士として「お天気魔女ホーエンツォレルン楓マジカル天気予報」というコーナーをニュース番組に設けている。その予報は礼奈が大金を叩いて開発させたスーパーコンピュータで各国の気象衛星から情報を得ているため、ほぼ当たる。こちらもデビューから視聴者に大好評を博す。桜子が、KGB48に加入してメジャーに復帰したあとは、二役を同時に演じる事態も発生して重労働を強いられた。その後、スキャンダル騒動の真相が明かされた際、ニセ桜子を演じていた変身能力を持つ服を使う女性（海江田たまみ）が仲間になり、彼女が替え玉となることで一先ず問題は解決した。
クリスチーネ幸田
学園（女子中学校）に潜入捜査した時に使った偽名。通称「クリス」。本来なら明日香の仕事だったのだが1人では心許ないということで、礼奈の趣味もあり眼鏡っ子な14歳の女子中学生として女装して潜入することになった。源太郎やとしお、西園寺綾姫とはこの偽名を使っている時に出会ったため、こちらが本名で女の子だと思われている。
四方田 礼奈（よもだ れな）
健一の従姉で彼を変身魔女っ子ヒロインにした張本人。30代で娘も1人いるが、正確な年齢は不明。旧姓は守流津。女装した健一に潜入捜査をさせ魔女っ子ヒロインとして戦わせているが、「ノイシュヴァンシュタイン桜子」として芸能界デビューさせてからはお金を儲けることを考えることが多く、事件とは無関係に仕事をさせることもある。なお、健一に着せている魔女っ子ヒロインの衣装は彼女がデザインしているが、戦闘時に使用する武器をピンク色に塗るなどズレているところがある。昔は自らが「魔法のポケベルエンジェル・ホワイティ・レナ」として活躍しており、その際に第一期時代の不可能姉妹とライバル関係にあった。
四方田 明日香（よもだ あすか）
礼奈の娘。中学2年生で14歳。健一が魔女っ子ヒロインとして戦う前は彼女が戦っており、後に健一のサポートに回っている。戦う時は魔法の傘「アンブレラ・イージス」を用い、健一と違い彼女は魔法を使っている描写がある。健一に好意を寄せている一方、健一の女装姿に興奮し、特に露出度が高いか何かしら自分の琴線に触れるコスチュームであった場合は大量の鼻血を吹き酷い時は失神している。後にこれを生かす修行をし、心頭滅却により防御の波動を放つ大技「ソウルパワー・イージス」、更にそれを応用した攻撃技「ソウルパワー・プレス」を会得。その後「謎の怪光線」で敵を薙ぎ払いオチをつける役回りとなっている。なお、桜子の歌声は彼女のものであり、健一が桜子として生で歌う時は彼女が「声帯遠隔操作装置」を通して歌っている。
羽生 源太郎（はにゅう げんたろう）
10年前、13歳の時に礼奈によって健一と同じように魔女っ子に仕立て上げられた陰陽師の末裔の青年。現在は24歳の大学院生。女装癖がすっかり染み付いてしまい今も女装姿で居ることが自然になってしまっているが、健一も見惚れる程のクールビューティーで女子中学校に潜入してもバレることはなかった。魔女っ子ではあるが当時の礼奈の趣味が余りにも奇怪であり、コスチュームはどう見てもコメディアン風。挙句の果てに、15歳の時に「（身長が伸びたため）服が似合わない」という理由で礼奈に捨てられたことを恨み、復讐の機会を伺っていた。健一との戦いを経て礼奈に対する復讐心は治まり、健一のピンチには颯爽と駆けつける心強い味方になる。変身コスチュームに対して精神的な拒否感があったため変身はしていなかったがその後、としおと共に強制的に健一とお揃いのコスチュームに変身させられたことで克服する。尚、健一のことは女の子だと思っており好意を抱いている。「カッシュマッシュ」のメンバー「翔子」として健一・としおと共にアイドルデビューを果たす。
二十代の半ばに差し掛かり、その年齢を気にしている上、実家の母親からも結婚をせっつかれている。
深野 としお（ふかの としお）
過去に若き日の礼奈や警察と戦いを繰り広げた3人組の女怪盗「不可能姉妹（インポッシブルシスターズ）」、その次女“インポッシブル・シャーク”の息子。15歳の高校生。母親が率いる不可能姉妹の二代目の仕事を女装怪盗として手伝っていたが、健一の説得で目が覚め、「君に見合う立派な男になる」と約束して去る。こちらも女装姿は完全に美少女であり、健一はまたも見惚れていた。健一に見合う立派な男になると宣言したはずが再び現れた時にはKGB48のアイドルコスチュームであり、しかも健一と同じ服装であることに喜びを感じるという変態気質になってしまっていた。後に源太郎とは健一を巡る三角関係を形成しており、こちらも健一が男であるという事実には気付いていない。「カッシュマッシュ」のメンバー「しおん」として健一・源太郎と共にアイドルデビューをした。
替え玉ちゃん（かえだまちゃん）
捏造スキャンダル事件の黒幕に雇われ、ブロッケンの血族の力で作られた変身能力をもたらす服を使い、偽の桜子を演じて事件に荷担していた錬金術師の女性。後に、変身の術を受け継ぐ忍者の末裔と言う事実、そして本名が「海江田たまみ」であることも判明する。スキャンダル事件の黒幕が墓穴を掘り真相が明らかになった際、自ら罪を認めて改心し、その能力を生かして健一達に協力するようになる。桜子と楓のダブルブッキングなどで既にオーバーワーク気味だった健一の影武者として、健一本人や桜子・楓・クリスの代役を務めているが、健一の代役もしているのに「桜子が時々健一と言う名前で男装している」と思っている模様。非常に控えめな性格で自己主張をしないため、礼奈に良い様に使われているのではないかと健一に心配されている。

### 健一の家族と先祖
守流津 愛（しゅるつ あい）
健一の妹。小学3年生で9歳。『無印』第1話において、健一と同じく礼奈によって魔女っ子ヒロインにされたもののほぼ何もせず、その後も魔女っ子としての出番は無い。フィギュアスケートが得意で、全国大会にまで進出し、優勝がほぼ確実というところまでいきながら、突如現れ暴れ始めた敵を倒すために出てきた兄（変身した桜子）に優勝をもぎ取られてしまうなど、今ひとつ見せ場が無いが戦闘時にはハンマー型のデバイスを使用する。
守流津 美加子（しゅるつ みかこ）
健一と愛の母。今は世界を股にかけて活躍する工業デザイナー。実は10代の頃には、礼奈と2人で魔女っ子コンビ「ゴールディ・ホワイティ」を結成して、「魔法のポケベルエンジェル・ゴールディ・ミカ」として活躍。当時の2人は不可能姉妹（第一期）とライバル関係にあった。
礼奈が現役魔女っ子時代を黒歴史扱いすることも多いのに対して美加子はまったく屈託がない。
守流津 健介（しゅるつ けんすけ）
健一と愛の父。外国で旅客機のパイロットをしている。
かつては礼奈や美加子と共に「天空のエンジェル・リヒトホーフェン薫子」として活躍。しかし、今なお現役の魔女っ子であった事実は、健一にぬぐい難いショックを与えた。
守流津 有部人（しゅるつ あるべひと）
健一や礼奈の祖父。ドイツ語教師として来日後、帰化している。
ヨーハン・シュルツ
17世紀ドイツの錬金術師でブロッケンの血族の始祖。大変優秀な人物だが、「魔女」や「賢者の石」など微妙に時代遅れな研究を進めていてバカにされた屈辱から、それらを実現してしまったと言う困った人。

### その他の登場人物
変態錬金術師（仮称）
第1シリーズ『ブロッケンブラッド』第1話から度々登場する中年の錬金術師。珍妙なコスチュームを「仕様」と言い切る。健一の祖父「有部人」の孫弟子にあたり、人工魔女理論を悪用している。健一に惚れたことをきっかけに美少年好きとなり、以後かなり「イタイ」キャラとして定着した。
店長（仮称）
メイド喫茶「ブラック・タロン」の（元）店長。「人間の隷属化」に血族の力を悪用し、常連客を傭兵化して輸出する計画を企てるも健一に阻止される。その後も、弁当屋などの「店長」として健一の前に現れる。
大沼博士（おおぬまはかせ）
「霊量子」研究の第一人者かつ天才科学者を自称し、博士と呼ばれる老人。26歳の三つ編みメガネっ子の女性助手と共に、霊量子反応の観測と霊量子的な怪事件の調査をしている。健一たちの調査現場に何度かニアミスするが、先を越されてしまう。いい年してメイド目当てで喫茶店に行ったり桜子の熱心なファンだったりとミーハーな一面もある。
助手（じょしゅ）
大沼のアシスタントをしている女性（26歳）。三つ編みに眼鏡と地味な印象だがバストは大きい。大沼の大ボケに振り回される苦労人。
西園寺 綾姫（さいおんじ あやひめ）
健一がクリスチーネ幸田として潜入した学園（女子中学校）の理事長の孫娘。お嬢様らしい言動とツインドリル（縦ロール）なヘアスタイルが特徴で、常に御供の女性が行動を共にしている。クリス（桜子）に好意を寄せており、「サクラコちゃんランド建設計画」を進めている。
御供（仮称）
綾姫と常に行動を共にする、オールバックロングヘアの女性。西園寺家の別邸においてメイド服を着用していたことから綾姫専属の使用人と考えられる。
花京院 京香（かきょういん きょうか）
健一が大ファンの人気美人女優。競演シーンの撮影では桜子（健一）が前屈みにならざるを得ない程のセクシー美女である。その正体は、政府の依頼で悪質な錬金術師を取り締まる特務部隊「T・A・T・U」のメンバーで、パートナーの唐山と共に出演者として潜入捜査を行っている。
元小薮君（もとこやぶくん）
子役時代にさんざん女装させられたため女装癖が残る元子役。人気子役であったが、体の成長と共に仕事がなくなり、血族の力を悪用し事件を起こしていた。かなりの肥満体であったがダイエットに成功し、かつての体型と輝きを取り戻す。
産婆平 健（さんばだいら けん）
作中に登場するテレビ番組の時代劇『幕末ん坊将軍』の主役、徳川家定役の俳優。当初は少年御庭番役である西川くんとタッグを組んでの「将軍殺法」の使い手だったが、番組がからくり二輪車などが活躍する特撮ヒーロー路線に代わってからはバトルスーツを装着し犯人を成敗するようになった。
西川君（にしかわくん）
「幕末ん坊将軍」の少年御庭番役を始め、各種アクション作品で活躍する超武闘派子役。桜子と共演する機会も多い。超武闘派と言うだけに腕っ節も強い。
ご老公（仮称）
「幕末ん坊将軍」の裏番組『光国公江戸日記』で徳川光圀役を演じる俳優。この番組は当初は時代考証の厳しい硬派な作品だったが、地味すぎると言う意見からちょっとばかり路線変更を行ったが主役自らノリノリで演じている。
バズーキィ・シスターズ
ブロッケンの血族である「才場バズ子（元カリスマ占い師）」「美加美レイジ（歌手）」「江古島タダオ（スピリチュアルエナジー研究家）」の三名で結成された正義の戦隊。その押し出しの強さと夢に見そうな迫力でオチをつける。
藤井 由乃（ふじい よしの）
健一の同級生で、新聞部員をしている眼鏡女子。学校では趣味趣向がある特定の方向に腐っていることで有名。桜子が男の子ではないかと疑っており、望遠レンズ装着の一眼レフカメラを手に桜子の秘密を探る。

## 単行本
- 塩野干支郎次 『ブロッケンブラッド』 少年画報社 〈ヤングキングコミックス〉、シリーズ全9巻
  1. ブロッケンブラッド - 2006年3月27日発売[8]　ISBN 4-7859-2627-9 ※読切漫画「ナース・アサルト!」 を収録（『ヤングキングアワーズ』2003年4月増刊号掲載作品）。
  2. ブロッケンブラッドII - 2007年9月25日発売[9] ISBN 978-4-7859-2852-0
  3. ブロッケンブラッドIII - 2008年9月26日発売[10] ISBN 978-4-7859-3031-8
  4. ブロッケンブラッドIV - 2009年10月7日発売[11] ISBN 978-4-7859-3235-0 ※『BLOOMED IN ACTION』第1話を収録（『チェンジH』 pink掲載作品）。
  5. ブロッケンブラッドV - 2010年5月12日発売[12] ISBN 978-4-7859-3381-4
  6. ブロッケンブラッドVI - 2010年11月9日発売[13] ISBN 978-4-7859-3504-7
  7. ブロッケンブラッドVII - 2011年5月21日発売[14] ISBN 978-4-7859-3625-9
  8. ブロッケンブラッドVIII - 2012年2月9日発売[15] ISBN 978-4-7859-3780-5
  9. ブロッケンブラッドIX - 2012年9月25日発売[16] ISBN 978-4-7859-3929-8

## ドラマCD
2010年に、単行本『ブロッケンブラッドV』と掲載誌『ヤングキングアワーズ』の購入者を対象とした、応募者全員実費頒布サービスとしてドラマCD化された。原作者による原案・監修のオリジナルストーリーで、ジャケットも描き下ろし。同年9月末頃より発送された。
メインキャスト
- 守流津健一：釘宮理恵
- 羽生源太郎：井上麻里奈
- 深野としお：小林ゆう
- 四方田礼奈：三石琴乃
- 四方田明日香：阿澄佳奈